# Über Dialektischen und Historischen Materialismus
Josef Stalins Schrift „Über dialektischen und historischen Materialismus“ war einer der wichtigsten Bestandteile der Sowjetideologie. Sie erschien erstmals 1938 als Teil des 4. Kapitels der „Geschichte der Kommunistischen Partei der Sowjetunion (Bolschewiki), kurzer Lehrgang“.

## Gliederung der Schrift
Stalins Schrift ist in drei Teile mit Unterpunkten gegliedert:
A: Grundzüge der marxistischen dialektischen Methode im Gegensatz zur Metaphysik
1. Natur ist ein einheitliches Ganzes
2. Natur ist unaufhörliche Bewegung
3. Der Entwicklungsprozess der Natur verläuft im Umschlag von Quantität in Qualität
4. Naturerscheinungen haben innere Widersprüche, die im „Kampf“ miteinander liegen, und nicht reformerisch sich entwickeln können, sondern nur revolutionär

B: Grundzüge des marxistischen philosophischen Materialismus im Gegensatz zum Idealismus
1. Die Welt ist in ihrer Natur materialistisch
2. Das Sein ist objektive Realität, Denken ist Widerspiegelung der Materie, Ideen wirken auf das Sein zurück.
3. Das Wissen von Naturgesetzen wird durch die Praxis geprüft, Entwicklungsgesetze der Gesellschaft sind objektive Wahrheit, analog Biologie; Sozialismus ist Wissenschaft

C: Der historische Materialismus
1. Was prägt „in letzter Instanz“ [Engels] Gesellschaft? Die Produktionsweise der materiellen Güter und nicht das geographische Milieu oder das Wachstum der Bevölkerung.
2. Die „wirkliche“ Partei des Proletariats steuert die Entwicklungsgesetze der Produktion
3. Ein schematisches Bild der Geschichte:

a. Urgemeinschaft/ Urkommunismus
b. Sklaverei
c. Feudalismus
d. Kapitalismus
e. Sozialismus (dort Evolution statt Revolution)

## Im DDR-Film
Im DEFA-Spielfilm Frauenschicksale von 1952 wird die Broschüre einer beim Verkehrsunfall Verunglückten am Krankenhausbett nochmals ans Herz gelegt, denn: "Na gelesen hast Du es, aber Du - als zukünftige Richterin - musst es studieren."

## Ausgaben
- J. W. STALIN: Über dialektischen und historischen Materialismus, VERLAG NEUER WEG G.M.B.H. (Ost-)Berlin 1945, Magistratsdruckerei, Berlin N 4
- J. STALIN: Über dialektischen und historischen Materialismus, VERLAG DER SOWJETISCHEN MILITÄRVERWALTUNG IN DEUTSCHLAND (SWA-VERLAG), (Ost-)BERLIN 1946
- J. STALIN: ÜBER DIALEKTISCHEN UND HISTORISCHEN MATERIALISMUS, DIETZ VERLAG (Ost-)BERLIN 1951; Erschienen in: KLEINE BÜCHEREI DES MARXISMUS-LENINISMUS
- Josef Stalin: Über Dialektischen und Historischen Materialismus, vollständiger Text und kritischer Kommentar von Iring Fetscher, Berlin 1961
- Über Dialektischen und Historischen Materialismus auf stalinwerke.de (Memento vom 23. September 2017 im Internet Archive)